# 配置
| ウィキペディアには「配置」という見出しの百科事典記事はありません（タイトルに「配置」を含むページの一覧/「配置」で始まるページの一覧）。 代わりにウィクショナリーのページ「配置」が役に立つかもしれません。 |